# Glen Adam
Glen Adam (ur. 22 maja 1959 w Nowej Zelandii) – nowozelandzki piłkarz, reprezentant kraju.

## Kariera klubowa
Adam swoją przygodę z piłką nożna rozpoczął w 1977 w zespole Christchurch United. W barwach tej drużyny w 1978 zdobył mistrzostwo New Zealand National Soccer League. W latach 1979–1980 grał w drużynie Bay Olympic, z której w 1981 przeniósł się do University-Mount Wellington. W zespole tym odnosił swoje największe sukcesy.
Zdobył w 1982 mistrzostwo New Zealand National Soccer League. Dołożył do tego także dwukrotnie puchar Nowej Zelandii w sezonach 1982 i 1983. W 1987 zakończył karierę piłkarską.

## Kariera reprezentacyjna
Karierę reprezentacyjną rozpoczął 11 września 1978 w meczu przeciwko reprezentacji Iranu, przegranym 1:2. Uczestnik Pucharu Narodów Oceanii 1980, podczas którego zagrał w spotkaniu z Tahiti. W 1982 został powołany przez trenera Johna Adsheada na Mistrzostwa Świata 1982, gdzie reprezentacja Nowej Zelandii odpadła w fazie grupowej, a Adam nie zagrał w żadnym ze spotkań.
Po raz ostatni w reprezentacji zagrał 19 kwietnia 1984 w meczu przeciwko Kuwejtowi, przegranym 0:2. Łącznie w latach 1978–1984 wystąpił w 16 spotkaniach, w których strzelił jedną bramkę (przeciwko Australii).
| Mecze i gole w reprezentacji | Mecze i gole w reprezentacji | Mecze i gole w reprezentacji | Mecze i gole w reprezentacji | Mecze i gole w reprezentacji | Mecze i gole w reprezentacji | Mecze i gole w reprezentacji |
| #                            | Data                         | Miasto                       | Przeciwnik                   | Gol                          | Wynik                        | Rozgrywki                    |
| ---------------------------- | ---------------------------- | ---------------------------- | ---------------------------- | ---------------------------- | ---------------------------- | ---------------------------- |
| 1.                           | 11.09.1978                   | Daegu                        | Iran                         |                              | 1:2                          | towarzyski                   |
| 2.                           | 01.10.1978                   | Singapur                     | Singapur                     |                              | 2:0                          | towarzyski                   |
| 3.                           | 03.10.1979                   | Manama                       | Bahrajn                      |                              | 2:0                          | towarzyski                   |
| 4.                           | 08.10.1979                   | Manama                       | Bahrajn                      |                              | 2:1                          | towarzyski                   |
| 5.                           | 15.10.1979                   | Brisbane                     | Anglia                       |                              | 1:4                          | towarzyski                   |
| 6.                           | 19.02.1980                   | Suva                         | Fidżi                        |                              | 1:1                          | towarzyski                   |
| 7.                           | 25.02.1980                   | Bangkok                      | Tahiti                       |                              | 1:3                          | Puchar Narodów Oceanii 1980  |
| 8.                           | 15.09.1980                   | Vancouver                    | Kanada                       |                              | 0:4                          | towarzyski                   |
| 9.                           | 17.09.1980                   | Edmonton                     | Kanada                       |                              | 0:3                          | towarzyski                   |
| 10.                          | 10.01.1982                   | Kallang                      | Chiny                        |                              | 2:1                          | El. MŚ 1982                  |
| 11.                          | 11.02.1982                   | Auckland                     | Węgry                        |                              | 1:2                          | towarzyski                   |
| 12.                          | 14.02.1982                   | Christchurch                 | Węgry                        |                              | 1:2                          | towarzyski                   |
| 13.                          | 27.02.1983                   | Melbourne                    | Australia                    | Gol                          | 2:0                          | towarzyski                   |
| 14.                          | 16.08.1983                   | Taszkent                     | Fidżi                        |                              | 0:2                          | towarzyski                   |
| 15.                          | 18.08.1983                   | Tokio                        | Fidżi                        |                              | 1:0                          | towarzyski                   |
| 16.                          | 19.04.1984                   | Kallang                      | Kuwejt                       |                              | 0:2                          | El. IO 1984                  |

## Sukcesy
Christchurch United
- Mistrzostwo New Zealand National Soccer League (1): 1978

University-Mount Wellington
- Mistrzostwo New Zealand National Soccer League (1): 1982
- Puchar Nowej Zelandii (2): 1982, 1983